# Hypnomys morpheus
El lirón gigante de Mallorca (Hypnomys morpheus) es una especie extinta de mamífero roedor de la familia Gliridae. Era un lirón gigante, endémico de las Islas Baleares, concretamente de la isla de Mallorca.

## Constitución
Hypnomys morpheus era más grande que el lirón careto actual de Mallorca, Menorca y Cabrera, introducido por el hombre en tiempos prehistóricos. La longitud de Hypnomys morpheus era de unos 17 o 18 cm., y pesaba unos 250 gramos.

## Ecología
Se piensa que H. morpheus era omnívoro y más bien terrestre que arborícola.
Se considera que su principal depredador hasta la llegada del hombre era la lechuza gigante Tyto balearica, también extinta. 

## Descubrimiento
La especie, que habitaba en las Gimnesias, fue descrita por la paleontóloga británica Dorothea Bate, pionera de la arqueozoología, en 1918. Ya antes, en 1909, Bate había descrito el bóvido Myotragus balearicus. En la isla de Menorca existió otra especie de lirón gigante, llamada Hypnomys mahonensis.